# Oldenlandia fastigiata
Oldenlandia fastigiata är en måreväxtart som beskrevs av Cornelis Eliza Bertus Bremekamp. Oldenlandia fastigiata ingår i släktet Oldenlandia och familjen måreväxter.

## Underarter
Arten delas in i följande underarter:
- O. f. fastigiata
- O. f. pseudopenton
- O. f. somala